# بهزاد بهزادی
بهزاد بهزادی (زاده ۱۳۰۶ آستارا - درگذشت ۱۳۸۶ آمریکا) محقق، نویسنده، مترجم و پژوهشگر است.
بهزادی فعالیت روزنامه‌نگاری را در دههٔ ۳۰ آغاز کرد. ترجمه فارسی دده قورقود، نوشته‌ی ترکان اوغوز، تألیف فرهنگ آذربایجانی به فارسی و لغت‌نامه تشریحی زبان آذربایجانی (در سه مجلد) از آثار وی هستند. بهزادی که حقوقدان هم بود، از سال ۸۲ صاحب‌امتیاز و مدیرمسئول فصلنامهٔ آذری بود. .

آثار استاد بهزادي
حوزه‌هاي فعاليت بهزاد بهزادي وسيع است.  و آثاري كه تاكنون از ايشان به چاپ رسيده مي‌شود:
1-   سيماي معنوي ملت‌ها (اثر كالنين) سال 1326.
2- ترجمه درباره جنبش دموكراتيك آذربايجان«اثر ميرزه ابراهيم» سال 1331
3- گفتگو درباره‌ي بيمه‌ي عمر سال 1340 تأليف
4- ترجمه‌ي دو نمايشنامه اثر ميرزا ابراهيم اف سال 1369
5- ايكي نومايشنامه ميرزه ابراهيم اوف 1369 چاب دوم
6- آذربايجان‌جا- فارسجا سوًزلوٍك (فرهنگ آذربايجاني – فارسي) چاپ اول 1369 چاپ دوم نشر معاصر
7- فارسجا- آذربايجان‌جا سوًزلوٍك (فرهنگ فارسي آذربايجاني) چاپ اول 1377 (در دوجلد) چاپ دوم در يك جلد انتشارات نخستين
8- آذربايجان ديلي‌نين ايضاحلي لوغتي (سه جلد) از انتشارات آكادمي علوم آذربايجان شوروي 1376
9- درباره‌ي نگارش زبان آذربايجان 1379
10- كتاب ده‌دم قورقود شاهكار ادبي – حماسي تركان اوغوز
11- «آذربايجانجاديل قوروشو» ويژه نامه‌ي آذري (16 و 17)
12- آذربايجان دموکرات نشر دوزگون خبر  1384
13- مقاله‌ها، مصاحبه، … 1385
14- حقانيت‌،  شكست «خاطرات» 1385

## مرگ
بهزاد بهزادی که به دلیل نارسایی خونی برای معالجه به آمریکا سفر کرده بود، هشتم اسفندماه در این کشور درگذشت و همان‌جا به خاک سپرده شد